# Sephanoides
Sephanoides é um gênero de aves apodiformes pertencente à família dos troquilídeos. O gênero possui duas espécies, distribuídas desde o centro-sul da Argentina ao extremo sul do Chile, na Terra do Fogo, incluindo a ilha Robinson Crusoe. As espécies do gênero se encontram na tribo Lesbiini, da subfamília Lesbiinae.

## Espécies
| Nome comum                   | Nome científico          | Autoridade   |
| ---------------------------- | ------------------------ | ------------ |
| beija-flor-austral           | Sephanoides sephaniodes  | Lesson, 1827 |
| beija-flor-de-juan-férnandes | Sephanoides fernandensis | King, 1831   |